# Leontine Nzeyimana
Leontine Nzeyimana là một chính trị gia Burundi, từng giữ chức Bộ trưởng các vấn đề cộng đồng Đông Phi, trong Văn phòng của Tổng thống Burundi, có hiệu lực từ ngày 8 tháng 5 năm 2012. Bà là thành viên của nội các Burundi. Trước đó, từ tháng 8 năm 2011 đến tháng 5 năm 2012, bà là thành viên của Quốc hội được bầu cho Tỉnh Makamba.

## Cuộc sống ban đầu và giáo dục
Leontine Nzeyimana sinh ngày 27 tháng 12 năm 1973 tại xã Nyanza Lac, tỉnh Makamba, thuộc miền nam Burundi. Bà học trường tiểu học và trung học địa phương.
bà học tại Đại học Tumaini tại khuôn viên của họ tại Iringa Town (nay là Đại học Iringa), tốt nghiệp năm 2002, với bằng Cử nhân Quản trị Kinh doanh. Bằng Thạc sĩ Quan hệ Quốc tế của bà được lấy từ Đại học Quốc tế Hoa Kỳ, năm 2005.

## Sự nghiệp
Năm 2005, Léontine Nzeyimana từng là trợ lý cho Cố vấn trưởng của "Dự án Luật pháp" để cải tạo Burundi. Sau đó, bà làm việc tại Ngân hàng Cộng hòa Burundi từ năm 2006 đến 2007, làm trợ lý cho Thống đốc Ngân hàng Trung ương, nơi nhiệm vụ của bà bao gồm hành trình hàng ngày của Thống đốc, và dịch tài liệu từ tiếng Pháp sang tiếng Anh và từ tiếng Anh sang tiếng Pháp.
Sau đó, bà tham gia Chương trình Phát triển Liên Hợp Quốc (UNDP), làm việc ở đó từ năm 2007 đến 2010. Bàng việc của bà tập trung vào việc cải thiện chức năng của ngành tư pháp Burundi.
Ngoài nhiệm vụ bộ trưởng tại Burundi, Leontine Nzeyimana còn là thành viên của Hội đồng Lập pháp Đông Phi lần thứ tư (2017202022).

## Những ý kiến khác
Là một thành viên của Quốc hội Burundi, bà từng là Thư ký của Ủy ban Thường vụ phụ trách các vấn đề chính trị, hành chính, đối ngoại và Cộng đồng Đông Phi.
bà được báo cáo là thông thạo bốn ngôn ngữ; Kirundi, tiếng Pháp, tiếng Anh và tiếng Swahili.

## Hình ảnh và sơ đồ
- Hình ảnh của Leontine Nzeyimana đáng kính tại Chimpreports.com